# 송버드 (마블 코믹스)
송버드(Songbird)는 스크리밍 미미(Screaming Mimi)로 알려진 반영웅으로 마블 코믹스의 주요 인물 중 한 명이다. 그녀는 초음파를 발사하는 영웅으로 이 초음파를 통해 다양한 효과를 낼 수 있다.

## 인물의 생애
송버드는 스크리밍 미미라는 이름 하에 헬무트 제모가 이끄는 선더볼츠의 첫 멤버였다. 인베이더스가 스파이더맨을 타임스퀘어에서 잡기 위해 파견된 선더볼츠를 공격할 당시 그녀는 심각한 부상을 입었다. 토로는 멜리사에게 약간의 관심을 보이며 그녀와 전투를 벌이기 전에 "나치로 보기에는 너무 귀엽군"이라고 말했다. 그녀는 네이머가 적이 변장을 하고 있다는 주장을 하며 그의 말에 반박했다. 시크릿 인베이전의 줄거리에서 송버드는 그녀의 힘을 얻었을 뿐만 아니라 에릭 조스턴을 비롯한 다른 선더볼츠의 힘을 가진 스크럴에 의해 공격을 받았다. 선더볼츠는 스크럴을 인근 건물로 유인해 그를 죽임으로써 송버드를 살렸다.
어두운 시기에 노먼 오스번이 H.A.M.M.E.R.의 통치 하에 들어오고 그 조직에 선더볼츠를 투입하여 자신의 편대로 만들려고 하자 멜리사는 골칫거리가 되었다. 오스본의 명령 하에 불스아이는 송버드의 등에 날을 꽂아 그녀를 궁지에 몰리게 했고, 오스본에게 그녀를 죽여도 되냐고 말했다. 그녀는 그를 막았고 베놈이 문스톤의 명령으로 그녀를 사냥하려고 하자 도망쳤다. 팀이 가지고 있던 제우스의 수트를 훔쳤지만 베놈이 그녀를 비행 중 공격하면서 그녀는 선더볼츠 산맥 바깥에서 추락했고, 그녀는 간신히 살아남았다. 이 때 불스아이가 다시 그녀를 코너로 몰자 소드맨은 제우스의 수트를 폭발시켜 그녀를 죽은 것처럼 위장시켜 그녀를 살려주었다.
H.A.M.M.E.R. 요원들이 송버드가 숨어있는 샨티 마을을 공격했을 때 그녀는 집없는 사람들을 구해주고 요원들을 물리쳤다. 오스본은 그녀를 찾아냈고 그는 새로운 선더볼츠 요원인 스커지에게 송버드를 추적하라고 했다. 송버드는 옛 동료인 픽서와 아브네르 젠킨스를 만났고 그들은 오스본과 맞서 싸우는 것에 도움을 주었다. 이후 그녀는 나타샤 로마노바를 만나 그녀가 옐레나 벨로바로 변해 선더볼츠가 그녀를 공격할 때 그녀를 보호하라는 닉 퓨리의 명령을 받았다는 것을 알게 되었다.
아스가르드 공성전, 그리고 오스본의 몰락 이후 송버드는 래프트라는 감옥에 갇혔고, 루크 케이지가 이끄는 새로운 선더볼츠에 참여했다. 그는 문스톤이 팀에 참여하는 대신 문스톤에게 자유를 주었고, 송버드에게는 문스톤을 감시하라는 명령을 받았다. 송버드가 그녀에게 사기와 조종을 겪은 경험으로 인해 문스톤의 참여를 거부하자 케이지는 송버드 스스로도 그런 일을 겪었고, 그녀도 다른 사람들처럼 자유의 기회를 받았다면서 반박했다. 송버드는 이 말을 듣고 루크 케이지에게 동의한다.
송버드는 후에 레뮤얼 도르카스에게 잡혔고 도르카스는 그녀가 쓰는 목소리를 변경하여 자신의 노예로 삼았다. 그러나 송버드는 후에 레뮤얼 도르카스로부터 도망쳤다. 그녀의 힘을 회복시키는 수술을 받은 후 그녀는 레뮤얼 도르카스에게 맞서 싸우는 데 이를 이용했다.